# 朝日梨帆
朝日 梨帆（あさひ りほ、1996年10月25日 - ）は、日本の元女優・元タレント（元・子役）。
神奈川県出身。以前はセントラルグループ・セントラル子供タレント、サンズエンタテインメントに所属していた。

## 出演

### 映画
- 中田圭監督作品 隙魔（2005年）ナナミ 役
- 竹中直人監督作品 サヨナラCOLOR（2005年）笈川未知子（幼少）役
- 西村了監督作品 ウォーターズ（2006年）
- 行定勲監督作品 クローズド・ノート（2007年）栗沢絵里 役
- 井上春生監督作品 音符と昆布（2008年）小暮かりん（幼少）役

### テレビドラマ
- 事件記者・三上雄太2（2005年5月3日、日本テレビ）高村早苗 役
- ちびまる子ちゃん（2006年、フジテレビ）土橋としこ 役
- 土曜ドラマ 人生はフルコース（2006年、NHK）牧村笑子 役
- 鉄板少女アカネ!!（2006年、TBS）白井若菜 役
- 金曜プレステージ 潮風の診療所〜岬のドクター奮戦記〜（2007年6月22日、フジテレビ）塩崎明子 役
- さくら署の女たち（2007年、テレビ朝日）逢沢美咲 役
- 土曜時代劇 オトコマエ!（2007年、NHK）おふみ 役
- 安宅家の人々（2008年、東海テレビ）宇田川仁美（幼少期） 役
- 愛の劇場40周年記念作品 ラブレター（2008年、TBS）野々村千絵 役
- RESCUE〜特別高度救助隊 第3、4話（2009年、TBS）
- 金曜プレステージ ホストの女房（2009年9月4日、フジテレビ）藤崎香織 役
- 少女たちの日記帳 ヒロシマ 昭和20年4月6日〜8月6日（2009年8月6日、NHK）関岡敏子 役
- 山田くんと7人の魔女 第5話（2013年、フジテレビ）
- プレミアムドラマ 真夜中のパン屋さん（2013年、NHK BSプレミアム）久保田舞 役

### CM
- エポック社 ハローキティのテレビパソコン

### 教育番組
- Rの法則（2011年 - 2017年、NHK教育）

### 舞台
- アリスインプロジェクト「名探偵はじめました〜探偵部最後の事件〜」（アリスインシアター2013年10月公演）（2013年10月23日-27日、銀座みゆき館劇場）入舟湊 役、星組
- THE 吉見麻美公演Vol.2 LOVEどきゅ〜ん15（ichigo）（2014年1月29日-31日、笹塚ファクトリー）